# Gaston Fourn
Gaston Léopold Joseph Fourn est né le 24 février 1868 à Dellys, en Algérie française, et mort le 7 avril 1952 à Boulogne-Billancourt, en France. Il fut colonel de cavalerie, explorateur, géographe et gouverneur du Dahomey.

## Biographie

Prytanée de la Flèche - Candidats à St Cyr 1889.

### Famille
Gaston Fourn est le fils de Martin Louis Joseph Fourn, sous-intendant 1re classe, officier de la légion d'honneur, et de Marie-Catherine Henrionnet.

### Formation
En 1876, il entre à l'âge de 8 ans à l'école jésuite du Caousou de Toulouse, d'où il sort en 1881.
De 1883 à 1889, il est élève au Prytanée national militaire de La Flèche.
De 1890 à 1892, il est élève à l'École spéciale militaire de Saint-Cyr, promotion Cronstadt, d'où il sort second de sa promotion.

### Service dans l'Armée
De 1892 à 1895, il est sous-lieutenant d'instruction à l'École de cavalerie de Saumur.
Il est promu Lieutenant au 4e régiment de Hussards en 1894.
De 1899 à 1900, il est officier d'ordonnance du général Belbèze, commandant de Brigade de Cavalerie de Meaux.

Le chef d'escadron Fourn devant le fort Douaumont.

Il est placé hors cadres à la disposition du Ministre des colonies le 29 septembre 1901 et embarque pour le Dahomey le 15 octobre 1901
Le 9 avril 1903, il est promu capitaine au 10ᵉ régiment de Cuirassier.
Le 21 décembre 1907, il est nommé capitaine Commandant d'escadron de Spahis Sénégalais.
En 1908, il est affecté comme capitaine commandant de l'escadron de Spahis Sénégalais à Saint-Louis et fait la campagne de Mauritanie sous les ordres du général Gouraud.
Il est fait Chevalier de la légion d'honneur le 11 juillet 1908.
Dès la déclaration de guerre, il demande à être mobilisé et part pour la France, où il est affecté au 14e régiment de Hussards comme commandant d'escadron.
En 1915, il est en Champagne dans l'armée du général Gouraud.
En janvier 1916, il demande son affectation dans un régiment d'infanterie. Il est affecté au 75ᵉ régiment d'infanterie comme chef d'escadron et adjoint au chef de corps.
Il participe à la bataille Verdun, notamment à la prise du Fort de Douaumont. Le 10 mars, il prend le commandement par intérim du 75e régiment infanterie en tant que lieutenant-colonel.
Le 17 mars, en exécutant une reconnaissance, il est gravement blessé par un shrapnell et doit passer son commandement au chef de bataillon Pierlot.
Il est inscrit au tableau spécial de la légion d'honneur pour le grade d'Officier.
Il obtient la retraite militaire en 1932, avec le grade de Colonel de cavalerie.

### Explorateur et géographe
De 1896 à 1897, il est détaché au service géographique de l'armée, il reçoit en 1897 une lettre de félicitations du ministre pour les travaux effectués.

Mission franco-allemande de délimitation Togo-Dahomey (1909).

Il est placé hors cadres à la disposition du Ministre des colonies le 29 septembre 1901, il embarque pour le Dahomey le 15 octobre 1901. Il est affecté à la mission militaire du chemin de fer Cotonou/Niamey commandé par le Colonel Guyon. Chargé de lever 300000 hectares de concessions pour le tracé du chemin de fer et pour le compte de M. Borelli concessionnaire du chemin de fer. Il conclut qu'il est impossible de lever ces concessions sans léser gravement les populations locales.
En 1905, il est membre de la mission des voies de pénétrations en AOF.
De 1906 à 1907 il est affecté au service géographique de l'Afrique Occidentale et chargé de l'établissement de la carte au 100 millièmes du Bas-Dahomey. Son travail de "tout premier ordre" est cité dans les Annales Géographiques de 1908.
De 1909 à 1911, il poursuit sa mission auprès du service géographique. Il se chargera avec le Capitaine Von Seefried de la délimitation Togo/Dahomey, ainsi que des négociations entre les affaires étrangères de Berlin et de Paris.
En 1911, mission d'abornement de la frontière Togo/Bénin en collaboration avec le chef de la mission Allemande.
En 1911, le Capitaine Fourn reçoit la médaille d'or du Prix Duveyrier pour sa mission de délimitation Togo-Dahomey.

### Administrateur des colonies
Le 27 juillet 1911, il est nommé Administrateur 1re classe des colonies.
De 1912 à 1913, il poursuit comme commissaire du gouvernement français pour l'abornement Togo/Dahomey/Haute-Volta/Niger.
Nommé également chef du bureau des affaires politiques du Dahomey le 7 octobre 1912.
Administrateur en chef de 2e classe des colonies le 8 octobre 1913.
Chef du service des affaires civiles du gouvernement général de l'Afrique Occidentale le 18 novembre 1913.
Par décret du 4 septembre 1916, il est nommé Commissaire de la république au Togo.
Il est également nommé Administrateur en chef de 1re classe des colonies.
Depuis la conquête du Général Dodds en 1895, les Dahoméens ne se sont jamais intégralement soumis à l'autorité coloniale. La fiscalité, le recensement et le recrutement pour la guerre en Europe sont autant de sujets de mécontentement. En 1916, et depuis 1914, les révoltes Hollis s'intensifient.

Le gouverneur Fourn.

Le 7 avril 1917, il est nommé Gouverneur par intérim du Dahomey et, le 27 avril, Commissaire de la république du Togo. Gaston Fourn reprend la gestion d'une colonie en plein chaos. Aux révoltes dans le Hollidjè, s'ajoutent des révoltes qui éclatent dans l'Atacora et le Borgou où Bariba et Somba prennent les armes.
Après une courte période d'apaisement à la suite d'un changement d'orientation politique où Gaston avait décidé de passer le recrutement au second plan et où il avait tenté de renforcer l'autorité des chefs traditionnels, le décret du 14 janvier 1918 impose aux colonies un effort de recrutement supplémentaire. Les autorités supérieures lui imposent de fournir un contingent de 3500 hommes, qu'il majore à 3900 pour pallier les aléas qui ne manqueraient pas d'arriver.
La mission de propagande Blaise Diagne arrive au Dahomey en juin et demande aux populations locales de servir la France. Sans grand résultat, les populations s'enfuient et les rébellions reprennent.
En 1919, il est nommé gouverneur de 3e classe des colonies et Lieutenant-Gouverneur du Dahomey.
La Première Guerre mondiale et le retour des tirailleurs modifient en profondeur la société dahoméenne. Des manifestations et des révoltes se produisent sur tout le territoire, notamment à Porto-Novo en 1922. Les journaux d'opinions qui dénonçaient le gaspillage des fonds publics, les impôts excessifs, l'injustice des salaires indigènes, l'indigénat, les abus et racisme de l’administration et des colons sont muselés par le décret du 4 août 1921, qui restreint la liberté de la presse en AOF. Les séditieux comme Hunkarun sont emprisonnés. Le gouverneur dissout également la section porto-novienne de la Ligue des droits de l'homme, qui « met  en avant le risque de réceptivité de ses adhérents à la propagande communiste ».
« Les événements de Porto-Novo » créent quelques remous dans la presse en métropole et quelques manœuvres politiciennes, dans le but de discréditer la politique du Gouverneur Fourn en accusant son laxisme et son manque de fermeté.
Le 15 août 1924, il est nommé gouverneur de 1re classe des colonies.
À la fin de 1927, Albert Londres embarque pour un reportage de 4 mois à travers les colonies françaises d'Afrique. De Dakar à Brazzaville en passant entre autres, par Bamako, Tombouctou, Ouagadougou et Abomey, où il rencontre Gaston Fourn. De retour en France en 1928, il rédige pour Le Petit Parisien une série  d'articles retraçant son périple,. Albert Londres cite ensuite Fourn dans Terre d'ébène.
Le dernier acte politique de Fourn est de rapatrier le corps de Behanzin.
En 1928, Gaston Fourn prend sa retraite pour des raisons de santé.

## Distinctions
- 1908 - Chevalier de la légion d'honneur.
- 1911 - Médaille d'or du Prix Henri Duveyrier[8].
- 1915 - Officier de la légion d'honneur.
- 1916 - Croix de guerre avec palmes
- 1926 - Commandeur de légion d'honneur.
- Grand Officier du Nichan-Iftikar.
- Grand Croix de l'étoile Noir du Bénin.
- Grand Croix de l'ordre de la rédemption.
- Officier de l'instruction publique.

## Hommage
Une rue porte le nom du gouverneur Fourn à Cotonou, au Bénin.